# 콰드릴라테로

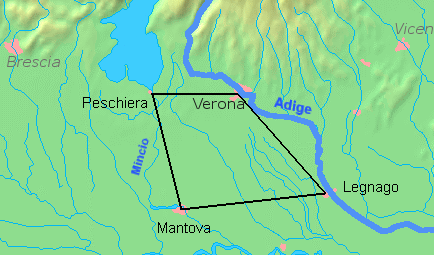
Quadrilatero의 네 요새.

콰드릴라테로(이탈리아어: Quadrilatero)는 오스트리아 제국의 롬바르디아 베네치아 지역에 있던 방어지대를 일컫는 말로, 이탈리아 북부의 민치오강, 포강, 아디제강 사이에 위치한 페스키에라 델 가르다, 만토바, 레냐고, 베로나의 요새를 연결하였다. 콰드릴라테로라는 이름은 사각형이란 뜻으로, 지도상에서 요새들이 사각형의 꼭짓점을 형성하는 것처럼 보이는 데서 유래한다.
나폴레옹 전쟁 종료 후 1848년 혁명까지 오스트리아 제국 내에서 완전 근대화되고 무장되어 있는 유일한 요새였다. 1848년 제1차 이탈리아 독립전쟁 당시 밀라노 봉기로 후퇴한 오스트리아군이 사르데냐군과의 전투를 대비해 주둔했던 지역이었으며, 1850년경부터는 새로 건설된 베네치아-밀라노 철도를 통해 물자와 증원군이 수송되었다. 1859년 제2차 이탈리아 독립 전쟁에서는 이탈리아군이 처음으로 강선총을 전투에 활용하게 되자, 오스트리아군은 본선에서 약 4km 떨어진 베로나 일대에 두 번째 요새 방어선을 건설하여 1866년 봄에 완공하였다.

## 4대 요새

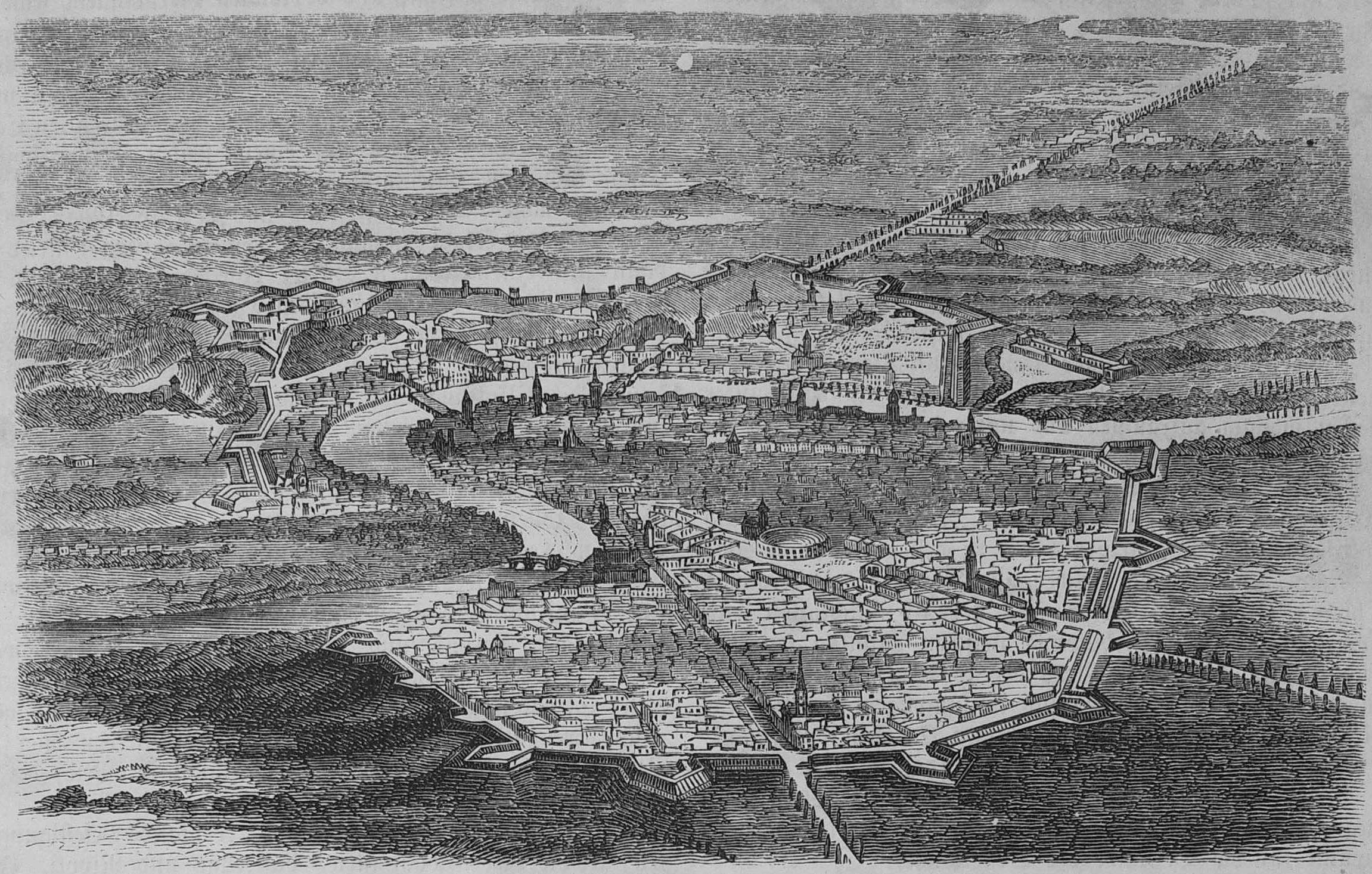
베로나
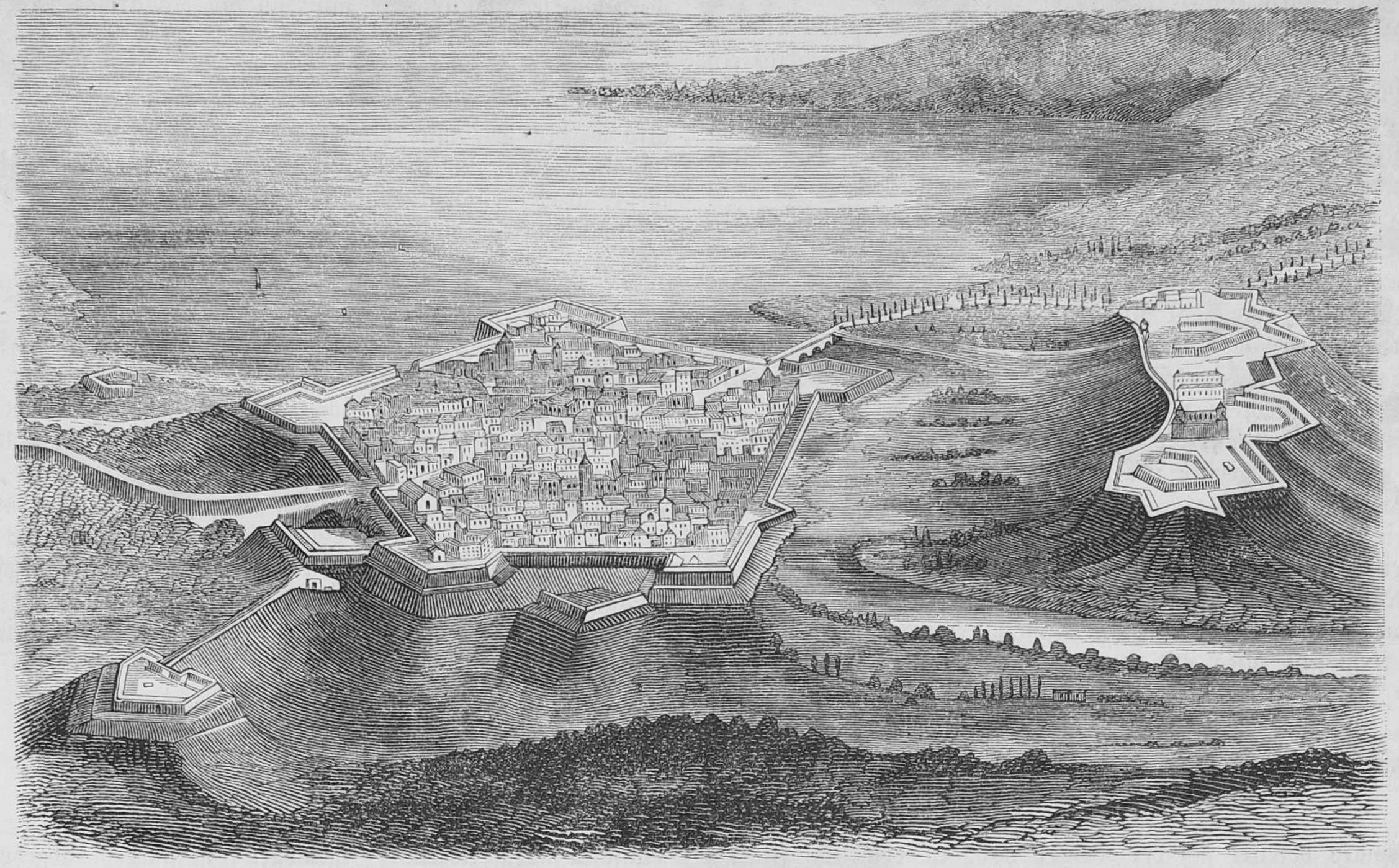
페스키에라 델 가르다
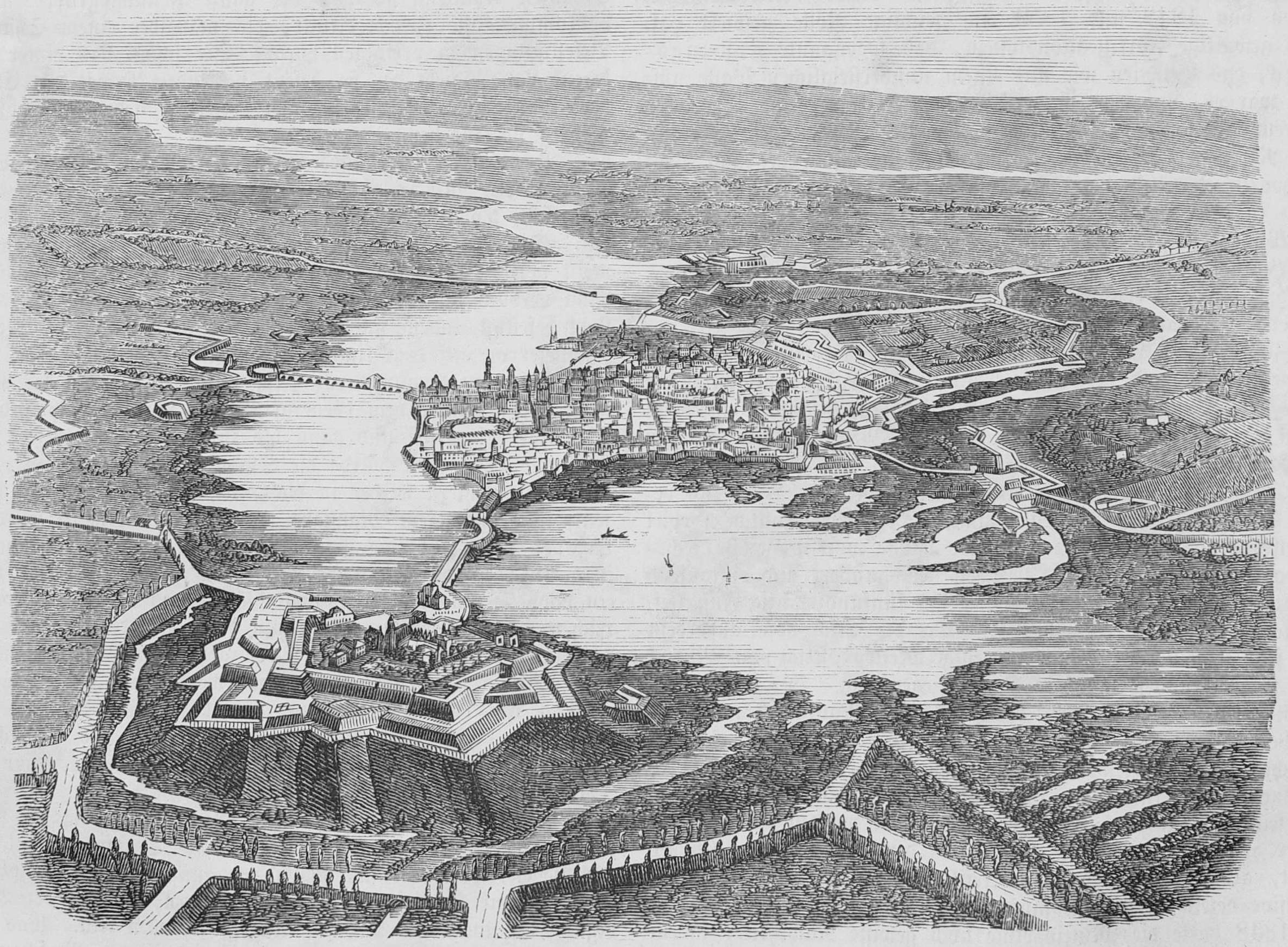
만토바
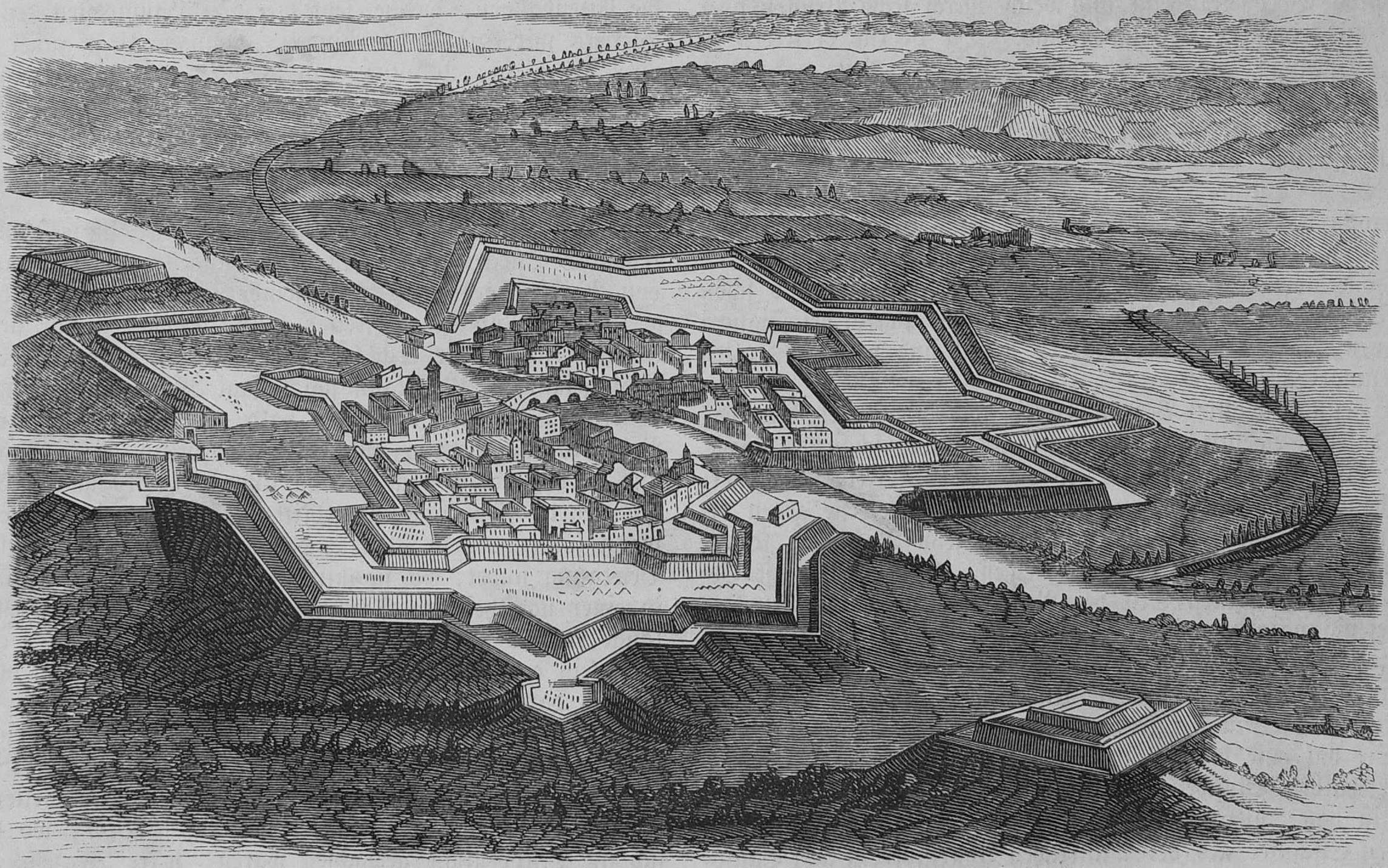
레냐고

## 같이 보기
- 이탈리아 통일
- 이탈리아 전역 (프랑스 혁명 전쟁)